# Burzyk różowonogi
Burzyk różowonogi (Ardenna creatopus) – gatunek dużego wędrownego ptaka oceanicznego z rodziny burzykowatych (Procellariidae). Narażony na wyginięcie.

## Systematyka
Takson ten po raz pierwszy opisał Elliott Coues w 1864 roku, nadając mu nazwę Puffinus creatopus. Holotyp pochodził z San Nicolas Island w Kalifornii. Obecnie (2021) Międzynarodowy Komitet Ornitologiczny (IOC) umieszcza ten gatunek w rodzaju Ardenna. Takson ten bywał czasami łączony w jeden gatunek z burzykiem bladodziobym (A. carneipes). Nie wyróżnia się podgatunków.

## Występowanie i biotop
Występuje na rozległym obszarze Pacyfiku, wzdłuż zachodniego wybrzeża Ameryki Północnej oraz Ameryki Południowej. Gniazduje u środkowych wybrzeży Chile: na dwóch wulkanicznych wyspach archipelagu Juan Fernandez (Robinson Crusoe i Santa Clara) oraz na wyspie Mocha, prawdopodobnie także na wyspie Santa María w zatoce Arauco. Spotykany także poza naturalnym zasięgiem występowania u wybrzeży Nowej Zelandii, wschodniej Australii oraz na Hawajach.

## Morfologia
Długość ciała około 48 cm. Upierzenie szarobrązowe, spód jaśniejszy (także pod skrzydłami). Dziób i nogi różowe. Brak dymorfizmu płciowego – obie płcie oraz młode ptaki bardzo do siebie podobne.

## Ekologia i zachowanie

### Tryb życia
Ptak wędrowny, przystosowany do życia na otwartym oceanie, zbiera pokarm z powierzchni wody, ale potrafi także nurkować w falach.

### Pożywienie
Pokarm stanowią ryby i kałamarnice.

### Lęgi
W okresie lęgowym, który rozpoczyna się w listopadzie, burzyki różowonogie wędrują na południe. Samica składa 1 białe jajo w norze pod ziemią. W kwietniu po zakończeniu lęgów, wracają na północ.

## Status
Międzynarodowa Unia Ochrony Przyrody (IUCN) uznaje burzyka różowonogiego za gatunek narażony na wyginięcie (VU – Vulnerable) nieprzerwanie od 1994 roku. Powodem takiego sklasyfikowania gatunku jest fakt, że gniazduje on tylko w trzech znanych lokalizacjach, co czyni go podatnym na zdarzenia losowe i wpływ człowieka. Jego populacja jest szacowana na około 59 tysięcy dorosłych osobników (stan na rok 2018). Trend liczebności populacji nie jest znany.